# Morgan Spurlock
Morgan Spurlock   (Parkersburg, 7 de novembre de 1970 - Upstate New York, 23 de maig de 2024) va ser un director de documentals estatunidenc. Fou nominat als Premis Oscars al millor documental, productor de televisió i guionista, molt conegut pel seu treball com a director i actor del documental Super Size Me, o on mostra els efectes nocius del menjar servit a la cadena de restaurants McDonald's; Spurlock s'ofereix com a conillet d'índies, menjant tres àpats al dia menjar de McDonald's, cada dia durant 30 dies. Spurlock també és el productor executiu de la sèrie 30 Days, una producció amb el mateix format que el documental esmentat, on els protagonistes són diferents persones anònimes.

## Biografia
Morgan Spurlock va néixer a Parkersburg (Virgínia de l'Oest), però es va criar a Beckley, també a Virgínia de l'Oest, amb una educació metodista. Va estudiar a la New York University i es va graduar l'any 1993, on va ser membre de la fraternitat Phi Gamma Delta.
Actualment viu a Nova York i està casat amb la seva parella amb qui va mantenir una prèvia llarga relació, la cuinera, fidel seguidora del veganisme Alexandra Jamieson, amb qui es va casar el 3 de maig de 2006. Junts han tingut un fill, Laken James Spurlock, nascut el 9 de desembre de 2006.
Morgan Spurlock es va graduar en BFA (Bacheloir in Fine Arts) de cinema a la Universitat Tisch School of the Arts, de Nova York, l'any 1993. Abans de realitzar el documental que el va portar a la fama l'any 2004, Spurlock va guanyar diferents premis pel seu treball a The Phoenix, com el New York Internacional Fringe Festival o el Route 66 American Playwriting Competition.
També va crear el programa de la MTV, I Bet You Will («Aposto a que guanyes»). Aquest programa va començar a popularitzar-se, gràcies al càsting on-line realitzat amb webcam, on durant cinc minuts gent normal – espectadors, públic – realitzava actes denigrants, desagradables i vergonyosos a canvi de diners. Casos com menjar-se un pot sencer de maionesa, un taco ple de cucs, etc. L'èxit de la prova per Internet va ser tal que el canal MTV el va comprar al cap de poc temps.

### Super Size Me
El docudrama Super Size Me, va ser estrenat als EUA el 7 de maig de 2004. La producció va ser nominada als premis de l'acadèmia com a millor documental. La idea de la proposta se li va acudir el dia d'acció de gràcies a casa els seus pares. Mentre mirava la televisió va veure a les notícies la història sobre una nova denúncia contra McDonald's, que havien posat dos adolescents culpant la cadena de restaurants de la seva obesitat.
La pel·lícula mostra un experiment que va realitzar l'any 2003, on apareix menjant tres àpats al dia productes de la cadena McDonald's i res més, durant 30 dies, elegint la mida gegant quan se li ofereix. El resultat final: una dieta amb el doble de calories recomanades per la USDA. A la vegada, Spurlock deixa de realitzar qualsevol activitat física, per així aconseguir assimilar-se als hàbits de la mitjana de la població americana. Morgan va patir un seriós deteriorament de la seva salut i estat físic ja des de bon començament de l'experiment: va guanyar 25 quilograms, series disfuncions i depressió. Els metges que supervisaven al protagonista van alarmar-se pels efectes causats per la seva dieta alta en greixos saturats, fins i tot comparant-la amb un greu cas d'alcoholisme.
En finalitzar el projecte, Spurlock va necessitar catorze mesos per tornar al seu pes normal: 84 quilograms. La seva dona, Alexandra Jamieson, va agafar les regnes de la recuperació del seu marit, utilitzant la seva detox diet, una dieta de desintoxicació que va servir com a base pel llibre d'Alexandra The Great American Detox Diet.

### Where in the World is Osama Bin Laden?
El segon documental de Morgan Spurlock, Where in the World is Osama Bin Laden? va ser estrenat al Sundance Film Festival, el gener de 2008. La pel·lícula va ser dedicada al fill del director, Laken.

### 30 Days
El projecte televisiu més important de Morgan Spurlock des de 2005 va ser el programa 30 Days. A cada episodi, una persona (en alguns casos, el mateix Spurlock) dedicava trenta dies a submergir-se en un estil de vida extremadament diferent a la seva normalitat: viure en una presó, un homòfob vivint amb un homosexual, una mare sortint cada nit de festa… Mentre Spurlock presentava i debatia sobre valors socials que s'hi presentaven.
El primer episodi es va projectar el 15 de juny de 2005 titulat «Salari mínim», on Spurlock va conviure a un dels barris més pobres de Columbus durant 30 dies, amb el salari mínim establert i sense accés a fons propis ni externs.